# Zemljopisni pol
Zemljopisni pol je zamišljena točka u kojoj planetarna os (os vrtnje) probada površinu planeta ili nekog tijela koje se okreće oko svoje osi. U općenitom slučaju govorimo o polovima nebeskih tijela.
Budući da planetarna os probada planetarnu površinu u dvije točke probodišta nazivamo sjeverni pol i južni pol. Na Zemlji su imena polova određena povijesnim razlozima, no u općenitom slučaju nije uvijek jasno kako ćemo nazvati polove tijela, jer im osi mogu biti različito usmjerene. Kada govorimo o tijelima u Sunčevom sustavu uobičajeno se za sjeverni pol tijela uzima pol bliži smjeru zvijezde Sjevernjače.
Neka tijela u Sunčevom sustavu (npr. Saturnov mjesec Hiperion ili asteroid 4179 Toutatis) nemaju definirane polove, zbog svoje kaotične rotacije, uzrokovane nepravilnim oblikom ili gravitacijskim utjecajima obližnjih tijela.
Ako planet posjeduje magnetsko polje, polovi se ne moraju poklapati s magnetskim polovima planeta.